# سیاوش شمس
سیاوش شمس (زاده ۶ بهمن ۱۳۴۱) با نام هنری سیاوش صحنه ترانه‌سرا، خواننده، آهنگساز و تهیه‌کننده موسیقی ایرانی-آمریکایی است. وی هم‌اکنون ساکن سن دیگو - در ایالت کالیفرنیا است.

## زندگی
سیاوش با نام اصلی سیاوش شمس در ۶ بهمن سال ۱۳۴۱ متولد شد.او اصالتا قهفرخی است و تا سن پنج سالگی در محله کوی دهقان رامهرمز زندگی کرد و بعد از آن به همراه خانواده‌اش به تهران رفت و تحصیلات ابتدایی را در آنجا گذراند. سیاوش پس از پایان تحصیلاتِ ابتدایی و در سن ۱۳ سالگی به همراه برادر بزرگترش سیامک، به ایالت کالیفرنیا در آمریکا رفته و در سن دیگو ساکن شدند. سیاوش دوران راهنمایی را در آمریکا گذراند و پس از پایان دبیرستان وارد دانشگاه کالیفرنیا شده و در رشته موسیقی و کامپیوتر به تحصیل پرداخت. وی در سال ۲۰۰۳ با کارولین کولی (به انگلیسی: Caroline Cooley) که مدیر برنامه‌هایش بود و حدود بیست سال با هم دوست بودند، ازدواج کرد. آنها دو پسر به نام‌های نوآ یوهان شمس (به انگلیسی: Noah johan Shams) و راکو سایرس شمس (به انگلیسی: Rocco Cyrus Shams) را به ترتیب در سال‌های ۲۰۰۷ و ۲۰۰۸ به فرزندخواندگی پذیرفتند و در حال حاضر در شهر لس‌آنجلس اقامت دارند.

## فعالیت‌ها و آثار
سیاوش در سال ۱۹۸۵ با نخستین آلبومش به نام «همسایه‌ها» کاری از فرخ آهی و با همکاری دوست دوران مدرسه علیرضا امیرقاسمی به دنیای گستردهٔ موسیقی پا گذاشت. فروش بالای ۵۰۰٬۰۰۰ کپی با توجه به جمعیت ایرانیان خارج از ایران در آن زمان، یک موفقیت مثال‌زدنی بود و به عنوان پرفروش‌ترین آلبوم ایرانیان مهاجر شناخته شد. (البته خود او معتقد است که آلبوم دومش؛ «صحنه»، پرفروش‌تر بوده‌است) اشعار این آلبوم از لیلا کسری (هدیه) بود. از آهنگ‌های معروف این آلبوم می‌توان به «دختر ایرونی» و «نگو کیه» اشاره کرد.
سیاوش پس از هشت سال در سال ۱۹۹۳ آلبوم «صحنه» را روانهٔ بازار کرد و تحولی نو در موسیقی ایرانی ایجاد کرد. بیشتر شعرها و آهنگ‌های این آلبوم کار خود او بود و بعد از آن بود که به عنوان یک آهنگ‌ساز نیز مطرح شد. سیاوش از این آلبوم به بعد به «سیاوش صحنه» معروف شد و هنوز هم برخی او را به این نام می‌شناسند. از آهنگ‌های مشهور این آلبوم می‌توان به «صحنه»، «چیکه چیکه» و «یواش یواش» اشاره کرد.
در سال ۱۹۹۵ سیاوش آلبوم «پدر» را ارائه کرد. در آهنگ «تو» از این آلبوم صدای ضرب ایرانی با موسیقی تکنو همراه شد. از آهنگ‌های مشهور این آلبوم می‌توان به «پدر»، «تو» و آهنگ به یاد ماندنی «دختر چوپون» اشاره کرد. در آهنگ «تو» ضرب ایرانی و موسیقی تکنو با هم ترکیب شده‌است.
وی پس از آن در سال ۱۹۹۶ آلبومی تحت عنوان «دیدار» معرفی کرد که با استقبال زیادی نیز روبه‌رو شد. از آهنگ‌های معروف این آلبوم می‌توان به «مریم» و «قصر یخی» اشاره کرد.
سیاوش در سال ۱۹۹۷ آلبوم «فریاد» را روانهٔ بازار کرد. او با این آلبوم ارتباط عاطفی نزدیکتری داشت چون سرودن ترانه‌ها و تهیه آلبوم را خود بر عهده داشت. آلبوم فریاد، سیاوش را در سطح جهانی مطرح کرد و به صدر جداول یورو دنس و پاپ لاتین برد. آلبوم فریاد با فروش ۳۵ هزار کپی در سه ماه نخست، رکورد کل بازار و فروشگاه‌ها را شکست. در این آلبوم ترانه «برو دیگه دوست ندارم» با شعری زنده و ریتمی تند بسیار محبوب شد. پس از آن سیاوش آهنگ «Historia de Amour" از همین آلبوم را که به زبان اسپانیایی بود در ایستگاه رادیویی مکزیک اجرا کرد و آهنگ «Grace» که به زبان انگلیسی بود به همین اندازه موفق بود.
در سال ۲۰۰۱ میلادی آلبوم «صدا» وارد بازار شد. این اولین آلبومی بود که توسط یک شرکت خارجی پخش می‌شد. این آلبوم دارای آهنگ‌های اسپانیایی، انگلیسی، یونانی و فارسی بود. از آهنگ‌های معروف این آلبوم هم به «هدیهٔ ایرون» و «تاج طلا» می‌توان اشاره کرد.
در ۲۵ آوریل سال ۲۰۰۹ آلبومی دیگر از سیاوش، به نام «هفت» وارد بازار شد. از آهنگ‌های مطرح این آلبوم که با استقبال بیشتری روبرو شد، می‌توان به «دیدار» و «بی تو» اشاره کرد.
سیاوش با سبک، ظاهر، رقص و نحوه خواندن ویژه‌ای که داشته بر تمام نسل هنرمندان پاپ و آراندبی تأثیر گذاشته‌است. سیاوش با کمک مدیر برنامه‌های خود، کارولین، رادمهر، شرکت موسیقی ورلد میوزیک رکوردز (به انگلیسی: The world music records) را ایجاد کرد و آلبوم‌های صدا و هفت را از طریق این شرکت به بازار عرضه کرد. او در سال ۲۰۰۳ استودیویی را در لس‌آنجلس خریداری کرد و هم‌اکنون یکی از تهیه‌کننده‌کنندگان موسیقی در لس‌آنجلس است.
سیاوش با کمک و پشتیبانی رادمهر رادیکس چندین و چند تراک تهیه و روانه بازار کرد آهنگ گل من با آهنگساز ی خود سیاوش و تنظیم رادمهر و تهیه کنندگی رادمهر
دروغ آهنگساز خود سیاوش و تنظیم رادمهر و تهیه کنندگی رادمهر
خوشحالم دلبر ناز محتاج گریه آرومم می کنه دوستم داشته باش اقیانوس عاشقی دیگر همکاری‌های مشترک و قطعات منتشر شده در زمان همکاری این دو هنرمند هستش . یکی ز جدیدترین آثار او آهنگ "صدسال" است که با همکاری حامد حنیفی منتشر شده است .

## آلبوم‌شناسی

### آلبوم‌های استودیویی
| نام آلبوم | سال انتشار | شرکت پخش‌کننده                                |
| --------- | ---------- | -------------------------------------------- |
| همسایه‌ها  | ۱۹۸۵       | کلتکس رکوردز (Caltex records)                |
| صحنه      | ۱۹۹۳       | کلتکس رکوردز (Caltex records)                |
| پدر       | ۱۹۹۵       | کلتکس رکوردز (Caltex records)                |
| دیدار     | ۱۹۹۶       | کلتکس رکوردز (Caltex records)                |
| فریاد     | ۱۹۹۷       | آونگ (Avang)                                 |
| صدا       | ۲۰۰۱       | ورلد میوزیک رکوردز (The world music records) |
| هفت       | ۲۰۰۹       | ورلد میوزیک رکوردز (The world music records) |

## تک‌آهنگ‌ها
| نام ترانه          | ترانه‌سرا                      | آهنگساز                | تنظیم                                | سال انتشار |
| ------------------ | ----------------------------- | ---------------------- | ------------------------------------ | ---------- |
| گل من              |                               | سیاوش                  | رادمهر                               | ۲۰۱۰       |
| دروغ               | سیاوش شمس                     | سیاوش شمس              | رادمهر                               | ۲۰۱۱       |
| محتاج              | سیاوش شمس                     | سیاوش شمس              | آرش آزاد                             | ۲۰۱۲       |
| نمی‌دونم            |                               |                        |                                      | ۲۰۱۲       |
| دلبر ناز           | مهدیه عرب                     | سیاوش شمس              | آرش آزاد                             | ۲۰۱۲       |
| یک دو سه           | مهدیه عرب                     | سیاوش شمس              |                                      | ۲۰۱۲       |
| نفس                | سیاوش شمس                     | سیاوش شمس              | هاتف مهربان و سیاوش شمس و شاهین طاها | ۲۰۱۲       |
| حس من              | افشین سیاه پوش و دامون دهقانی | دامون دهقانی           | دامون دهقانی                         | ۲۰۱۳       |
| خوشحالم            | افشین خواجه نژاد              | افشین خواجه نژاد       | افشین خواجه نژاد                     | ۲۰۱۳       |
| هفت‌سین عشق         | سیاوش شمس                     | سیاوش شمس              | شاهین طاها و آرش نوادی               | ۲۰۱۴       |
| حسادت              | زهرا صانعی                    | وحید پویان             | آرش آزاد                             | ۲۰۱۴       |
| به خاطر تو بود     | افشین خواجه نژاد              | افشین خواجه نژاد       | آرش فلاحی و علیرضا مختاری            | ۲۰۱۵       |
| درگیرم             | مهدی صالحی                    | اورین سبطی             | میلاد غیناقی                         | ۲۰۱۶       |
| لعنتی              | ترانه مکرم                    |                        |                                      | ۲۰۱۶       |
| دوسِت دارم          |                               |                        |                                      | ۲۰۱۶       |
| چیکه چیکه (ریمیکس) |                               |                        |                                      | ۲۰۱۷       |
| اقیانوس            | پویا حسین خانی                | مهدی نوروزی            | شهراد امیدوار                        | ۲۰۱۸       |
| قهرمانان           | سیاوش شمس                     | سیاوش شمس              | آرش آزاد                             | ۲۰۱۸       |
| عزیزدل             | نویدقیاسی                     | سیاوش شمس              | سیاوش شمس                            | ۲۰۱۹       |
| صد سال             | سارا بالو                     | حامد حنیفی و سیاوش شمس | حامد حنیفی                           | ۲۰۲۴       |